# إيف فان ريل
إيف فان ريل (بالهولندية: Eef van Riel)‏ (24 ديسمبر 1991 في هولندا - ) هو لاعب كرة قدم هولندي في مركز الوسط. لعب مع Achilles '29 ‏.

## وصلات خارجية
- إيف فان ريل على موقع قاعدة بيانات كرة القدم.إي يو (الإنجليزية)
- إيف فان ريل على موقع Soccerway.com (الإنجليزية)
- إيف فان ريل على موقع عالم كرة القدم.نت (الإنجليزية)